# クロシビカマス
クロシビカマス（黒鴟尾魳、黒鴟尾梭子魚、黒鴟尾梭魚、黒鴟尾魣、学名: Promethichthys prometheus）は、クロタチカマス科クロシビカマス属の魚類である。一般に大陸斜面の中層に生息している。旧標準和名はスミヤキ（炭で焼いたように黒い表皮を持つため）。また、顎が頑丈で網を食いちぎってしまうことからナワキリと呼ぶ地方もある。

## 概要
細長く、体色は金属感のある黒色で、幼魚は銀色である。大陸棚縁辺に生息し、夜間は水面近くまで浮上し、小魚などを食べる魚食性である。

## 食材・調理法
各地で食用とされているが、流通の場、市場では馴染みがないために評価は低い。大都市などの魚屋・スーパーマーケットでは見かけないが、神奈川県小田原市など相模湾周辺や千葉県鴨川市など南房総周辺では珍重され、市場評価も高い。小田原ではスミヤキ、南房総ではエンザラの名称でそれぞれ流通している。塩焼きなどで食され美味であるが、骨が多いため、評価は分かれる。沖縄県の大東諸島では高級魚として珍重されている。